# Wierchozim
Wierchozim (ros. Верхозим) – osiedle typu miejskiego w Rosji, w obwodzie penzeńskim, w rejonie kuźnieckim. W 2010 liczyło 1785 mieszkańców.